# Bistum Panevėžys
Das Bistum Panevėžys (lat.: Dioecesis Panevezensis, lit. Panevėžio vyskupija) ist ein Bistum im nordöstlichen Litauen und Bestandteil der römisch-katholischen Kirche in Litauen.

## Geschichte
Die Diözese ist ein Suffraganbistum des Erzbistums Vilnius und wurde aufgrund der am 4. April 1926 veröffentlichten apostolischen Konstitution von Papst Pius XI. gegründet. Diese regelte die Anpassung der administrativen Grenzen der römisch-katholischen Kirche im Baltikum an die damaligen politischen Grenzen.
Nachdem die Diözese von Panevėžys am 6. April 1926 von der Diözese Samogitien abgetrennt wurde (gemeinsam mit dem Bistum Kaišiadorys), gehört sie seit Oktober 1926 zur Kirchenprovinz Vilnius.
Am 8. Mai 1997 wurde auch ein Teilgebiet der Diözese Panevėžys zur Neubildung des westlicher gelegenen Bistums Šiauliai abgetrennt.

## Dekanate
Das Bistum ist in die Dekanate Anykščiai, Biržai, Krekenava, Kupiškis, Panevėžys, Pasvalys, Rokiškis, Utena und Zarasai eingeteilt.

## Ordinarien

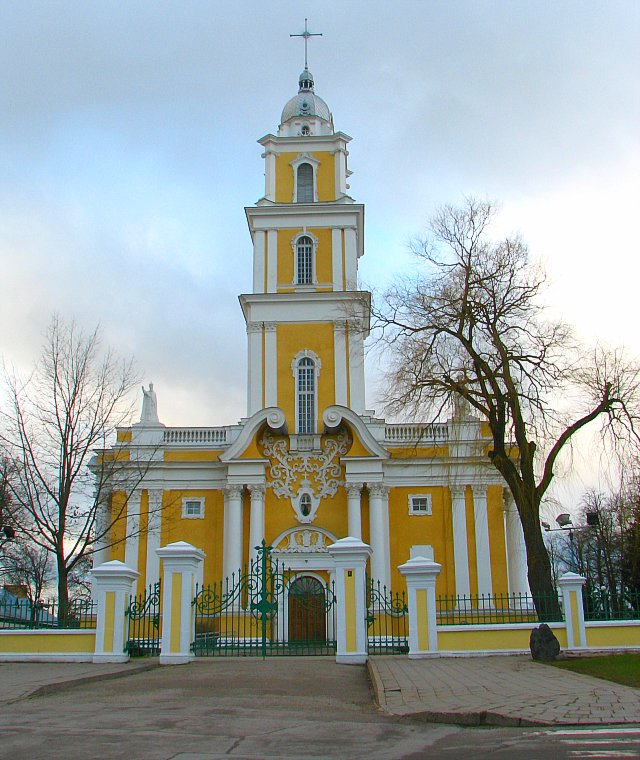
Kathedrale Christkönig in Panevėžys

- Kazimieras Paltarokas, Bischof 1926–1957
- Julijonas Steponavičius, Weihbischof 1955–1957, Apostolischer Administrator bis 1960
- Paulius Šidlauskas, Apostolischer Administrator 1961
- Povilas Bakšys, Apostolischer Administrator 1962–1969
- Romualdas Krikščiūnas, Apostolischer Administrator 1969/1973–1983
- Liudvikas Povilonis, Apostolischer Administrator 1983–1984
- Kazimieras Dulksnys, Apostolischer Administrator 1984–1989
- Juozas Preikšas, Apostolischer Administrator 1989–1991, Bischof 1991–2002
- Jonas Kauneckas, Bischof von 2002 bis 2013
- Lionginas Virbalas SJ, Bischof von 2013 bis 2015, dann Erzbischof von Kaunas
- Genadijus Linas Vodopjanovas OFM, seit 2016